# Chňapálek zlatopruhý
Chňapálek zlatopruhý (Caesio caerulaurea) je paprskoploutvá ryba z čeledi chňapalovití (Lutjanidae).
Druh byl popsán roku 1801 ichtyologem Bernardem Germainem de Lacépède.

## Popis a výskyt
Maximální délka ryby je 45,4 cm a max. hmotnost 1,6 kg.
Horní část těla namodralá, spodní část bílá až namodralá. Na boční straně těla žlutý nebo zlatý pruh. Na ocasní ploutvi žlutý pruh a modrý, světle bílý pruh a černý pruh.
Byla nalezena ve vodách Indo-západního Pacifiku: Rudé moře, východní Afrika až po Samou, severně po jižní Japonsko, na jih po Novou Kaledonii. Nenachází se v Perském zálivu.
Dospělí jedinci se seskupují ve školkách v hlubokých lagunách a podél útesů. Mísí se s jinými rybami stejně čeledi.
Jedná se o vejcorodou rybu s pelagickými jikrami.
Mláďata se používají jako návnada na tuňáky.